# Comisionado residente
El Comisionado residente es un tipo de congresista estadounidense electo que no tiene derecho al voto por representar a territorios que ni son parte de un estado ni constituyen uno, como es el caso de Puerto Rico y, previo a su independencia, el de Filipinas.
No tiene voto en las sesiones plenarias de la Cámara, pero si voz. Sin embargo gozan de las funciones y privilegios de un representante, tales como pedir información o antecedentes a cualquier institución del gobierno federal de los EE. UU., inmunidad parlamentaria, integrar y votar en las comisiones de la Cámara (salvo para las Filipinas), dieta parlamentaria y pago en los costos de viaje e iniciativa en la proposición de leyes.
| Comisionado Residente de | Creación - Fin  | Número de Comisionados      | Duración mandato             | Forma de elección |
| ------------------------ | --------------- | --------------------------- | ---------------------------- | ----------------- |
| Puerto Rico              | 1901 a la fecha | uno                         | 2 años (1901), 4 años (1917) | directa           |
| Filipinas                | 1907 a 1946     | dos en 1907, uno desde 1935 | 2 años (1907), 3 años (1917) | indirecta         |

Mayores detalles en:
- Comisionado Residente de Puerto Rico (1901 a la fecha)
- Comisionado Residente de las Filipinas (1907 a 1946)

Sus funciones son similares al cargo de delegado ante la Cámara de Representantes por otros territorios.
| Delegado por                         | Creación - Fin              | Número de Delegados | Duración mandato | Forma de elección |
| ------------------------------------ | --------------------------- | ------------------- | ---------------- | ----------------- |
| Distrito de Columbia                 | 1871-1875 / 1971 a la fecha | uno                 | 2 años           | directa           |
| Guam                                 | 1973 a la fecha             | uno                 | 2 años           | directa           |
| Islas Vírgenes de los Estados Unidos | 1973 a la fecha             | uno                 | 2 años           | directa           |
| Samoa Americana                      | 1981 a la fecha             | uno                 | 2 años           | directa           |
| Islas Marianas del Norte             | 2009 a la fecha             | uno                 | 2 años           | directa           |

- Datos: Q7315432